# Eugène-Anne-Adolphe de Boyer de Castanet de Tauriac
Eugène-Anne-Adolphe de Boyer de Castanet de Tauriac (1er août 1801, Toulouse - 23 octobre 1863, Toulouse), est un homme politique français.

## Biographie
Propriétaire à Toulouse et d'opinions conservatrices, il est élu, le 1er août 1846, député du 3e collège de la Haute-Garonne (Toulouse), Tauriac prend place dans les rangs de la majorité gouvernementale et soutient jusqu'en 1848 la politique de Guizot. 
Après le coup d'État de 1851, il est élu, le 29 février 1852, avec l'appui officiel du gouvernement, député de la 1re circonscription de la Haute-Garonne. Il s'associe au rétablissement de l'Empire, appartient à la majorité dynastique, est réélu, le 22 juin 1857, et continue de suivre la même politique. 
Il meurt à Toulouse à la fin de la législature.
Il est mainteneur de l'Académie des Jeux floraux à partir de 1843.
Il épouse la fille de Jean-François-Auguste de Cambon, puis la sœur d'Alfred de Surian.

## Sources
- « Eugène-Anne-Adolphe de Boyer de Castanet de Tauriac », dans Adolphe Robert et Gaston Cougny, Dictionnaire des parlementaires français, Edgar Bourloton, 1889-1891 [détail de l’édition]